# Kfar Silwan
 (août 2023).
Kfar Silwan (arabe : كفر سلوان  </link> , également orthographiée Kfar Selouane, Kfarselwan ou Kfar Silwen) est une municipalité du district de Baabda du gouvernorat du Mont-Liban, au Liban.

## Géographie
Le village est à 49 kilomètres (30,447188408 mi) au nord de Beyrouth. Kfar Silwan a une altitude moyenne de 1 380 mètres au-dessus du niveau de la mer et une superficie totale de 1 471 hectares.

## Population
Le village compte 2 736 électeurs inscrits en 2010 et ses habitants sont majoritairement maronites et druzes.

## Histoire
Kfar Silwan est le village ancestral des muqaddams Abu'l-Lama (chefs locaux), une famille druze affiliée à Fakhreddine II (fl. 1590–1633), qui s'installe plus tard à Mtain et à Salima, et adopte le christianisme maronite.   Il sert plus tard de quartier général aux Banu Hatum, un clan druze.
Depuis Kafr Silwan, les Banu Hatum ont mené une révolte paysanne au début des années 1790 contre les tentatives d'imposition de Bachir Chehab II, le principal agriculteur fiscal du Mont Liban et de ses environs, forçant ses troupes à se retirer de la région de Matn.  En 1794, la révolte est réprimée par les forces du gouverneur ottoman Djezzar Pacha, le village est détruit et une partie de ses habitants, dont les Banu Hatum, migrent vers le Hauran. 
En 1838, Eli Smith décrit Kefr Selwan comme un village situé à Aklim el-Metn ; Est de Beyrouth.

## Voir également
- Christianisme au Liban